# Asyneuma limonifolium
Asyneuma limonifolium là loài thực vật có hoa trong họ Hoa chuông. Loài này được (L.) Janch. mô tả khoa học đầu tiên năm 1906.